# Jan van Schotland
Jan van Schotland, graaf van Huntingdon ook wel genaamd Jan de Schot (c.1207 - 6 juni 1237) was Graaf van Huntingdon vanaf 1219 tot zijn dood, hij vervulde ook de functie magistraat van Chester. Hij was een zoon van David van Schotland, graaf van Huntingdon, en Maud, dochter van Hugo de Kevolioc.
Jan huwde met Elen Llywelyn, een dochter van Llywelyn de Grote rond 1222. Jan volgde in 1219 zijn vader op als graaf van Huntingdon en in 1232 kwam daarbij de titel van graaf van Chester. Nadat hij daar al als magistraat fungeerde, kreeg hij Chester door middel van erfrecht, omdat zijn oom Ranulf de Blondeville (een broer van Jans moeder) zonder nageslacht overleed. Jan overleed zelf op 6 juni 1237 in Darnhall, Cheshire zonder enig nageslacht, rond de leeftijd van ± 30 jaar. Hij werd begraven in de Kathedraal van Chester . Het erfdom Chester werd verkocht en Huntingdon werd bijgetrokken bij het koninkrijk. De titel 'graaf van Huntingdon' werd opnieuw gecreëerd in 1337 voor Willem de Clinton.